# Pablo Schreiber
Pablo Tell Schreiber (* 26. dubna 1978 Ymir, Britská Kolumbie) je kanadský herec. Mezi jeho nejznámější role patří Nick Sobotka v seriálu The Wire – Špína Baltimoru a George Mendez v Holkách za mřížemi. Za svůj výkon v muzikálu Awake and Sing! získal nominaci na cenu Tony. V roce 2009 získal za výkon ve hře reasons to be pretty cenu Drama Desk Award v kategorii nejlepší herec. Též namluvil audioknihu American Psycho.

## Životopis
Narodil se v komuně hippies v Ymiru v Britské Kolumbii a když mu bylo šest měsíců, jeho rodina se přesídlila do Winlawu. Jeho otec, Tell Schreiber, byl hercem, stejně jako jeho nevlastní bratr Liev Schreiber. Jeho matka, Lorraine Reaveley, pracovala jako psychoterapeutka. Byl pojmenován po chilském básníkovi Pablo Nerudovi kvůli otcově oblibě literatury. Ve věku jeho dvanácti let se rodiče rozešli a Schreiber žil v Seattlu se svým otcem. Po střední škole nastoupil na Univerzitu v San Franciscu, kde chtěl získat místo u basketbalového družstva. Později přestoupil na Univerzitu Carnegie Mellon v Pittsburghu, kde v roce 2000 absolvoval.
V roce 2011 se objevil v hlavní roli hry Gruesome Playground Injuries uváděné mimo Broadway. Objevil se v sedmé sérii seriálu Tráva v roli drogového dealera Demetriho Ravitche. Server BuddyTV ho umístil na seznamu „Nejpřitaživější televizní herci roku 2011“.
V říjnu 2012 získal vedlejší roli dozorce George „Pornstache“ Mendeze v dramatickém seriálu Holky za mřížemi. Za tuto roli obdržel cenu Young Hollywood Awards v kategorii postava, kterou milujeme až nenávidíme. V roce 2013 ztvárnil Virgila v seriálu Ironside: Na straně zákona.

## Filmografie

### Film
| Rok  | Název                             | Role                  |
| ---- | --------------------------------- | --------------------- |
| 2001 | Bubliňák                          | Todd                  |
| 2003 | Konec dětství                     | Brent                 |
| 2004 | Manchurianský kandidát            | Eddie Ingram          |
| 2004 | Invitation to a Suicide           | Kazimierz „Kaz“ Malek |
| 2005 | Legendy z Dogtownu                | Stecyk                |
| 2006 | Jimmy Blue                        | Jimmy                 |
| 2008 | Něco za něco                      | Brooster              |
| 2008 | Vicky Cristina Barcelona          | Ben                   |
| 2008 | Noci v Rodanthe                   | Charlie Torrelson     |
| 2008 | Favorite Son                      | David Paxton          |
| 2009 | Breaking Upwards                  | Turner                |
| 2009 | Tell-Tale                         | Bernard Cochius       |
| 2010 | Bezvadíkyještěprosím              | Charlie               |
| 2012 | Allegiance                        | poručík Alec Chambers |
| 2014 | Preservation                      | Sean Neary            |
| 2014 | Fort Bliss                        | seržant Donovan       |
| 2014 | After                             | Christian Valentino   |
| 2015 | The Dramatics                     | Bryan Macy            |
| 2016 | 13 hodin: Tajní vojáci z Benghází | Kris „Tanto“ Paronto  |
| 2017 | The King's Daughter               | doktor Labarthe       |
| 2017 | Big Bear                          |                       |
| 2017 | Thumper                           | Wyatt Rivers          |
| 2017 | First Man                         | Jim Lovell            |
| 2018 | Den of Thieves                    | Merrimen              |
| 2018 | Skyscraper                        | TBA                   |

### Televize
| Rok        | Název                                     | Role                       | Poznámky                                        |
| ---------- | ----------------------------------------- | -------------------------- | ----------------------------------------------- |
| 2003, 2008 | The Wire – Špína Baltimoru                | Nickolas „Nick“ Sobotka    | 13 dílů                                         |
| 2003       | Rodinné tajemství                         | Hank Spruill               | Televizní film                                  |
| 2005       | Zákon a pořádek: Zločinné úmysly          | Ed Lang                    | díl: „The Unblinking Eye“                       |
| 2005       | Into the Fire                             | Sandy Manetti              | Televizní film                                  |
| 2006       | Právo a pořádek                           | Kevin Boatman              | díl: „America, Inc.“                            |
| 2007       | Zákon a pořádek: Útvar pro zvláštní oběti | Dan Kozlowski              | díl: „Haystack“                                 |
| 2007       | The Black Donnellys                       | Mitchell Carr              | díl: „When the Door Opens“                      |
| 2007       | Zákon a pořádek: Zločinné úmysly          | TJ Hawkins                 | díl: „Self-Made“                                |
| 2008       | Dirt                                      | Jason Konkey               | 3 díly                                          |
| 2008       | Podstata strachu                          | Mattingley                 | díl: „Eater“                                    |
| 2008       | Army Wives                                | Tim                        | 3 díly                                          |
| 2008       | Polda z Marsu                             | Kim Trent                  | díl: „Skutečná dobrodružství neskutečného Sama“ |
| 2008       | Právo a pořádek                           | Sean Hauser                | díl: „Rumble“                                   |
| 2009       | Zvíře                                     | Delaney                    | díl: „Capone“                                   |
| 2009       | Vražedná čísla                            | Tal Feigenbaum             | 2 díly                                          |
| 2009       | It's Always Sunny in Philadelphia         | Ricky Falcone              | díl: „A Very Sunny Christmas“                   |
| 2009       | Transplantační jednotka                   | Nick                       | díl: „The Kindness of Strangers“                |
| 2010       | Medium                                    | Jeremy Kiernan             | díl: „An Everlasting Love“                      |
| 2011       | Lights Out                                | Johnny Leary               | Hlavní role, 13 dílů                            |
| 2011       | Dobrá manželka                            | Gregory Mars               | díl: „Obětní beránek“                           |
| 2011–2012  | Tráva                                     | Demetri Ravitch            | 8 dílů                                          |
| 2011–2012  | Muž s posláním                            | Anton Little Creek         | Hlavní role, 16 dílů                            |
| 2012       | Lovci zločinců                            | Tommy Clay                 | díl: „Matsya Nyaya“                             |
| 2012       | Made in Jersey                            | Luke Aaronson              | díl: „Pilot“                                    |
| 2013       | Ve službách FBI                           | JB Bellmiere               | díl: „The Original“                             |
| 2013       | Muhammad Ali: Největší souboj             | Covert Becker              | Televizní film                                  |
| 2013       | Ironside: Na straně zákona                | Virgil                     | Hlavní role, 9 dílů                             |
| 2013–2014  | Zákon a pořádek: Útvar pro zvláštní oběti | William Lewis              | 8 dílů                                          |
| 2013–2015  | Holky za mřížemi                          | George „Pornstache“ Mendez | 18 dílů                                         |
| 2015       | Krize                                     | Zeke „Z-Pak“ Tilson        | hlavní role                                     |
| 2017       | Američtí bohové                           | Mad Sweeney                | hlavní role                                     |
| 2022–2024  | Halo                                      | Master Chief John-117      | hlavní role                                     |

### Videohry
| Rok  | Název     | Role           |
| ---- | --------- | -------------- |
| 2007 | Manhunt 2 | personál azylu |